# Hugo van der Goes

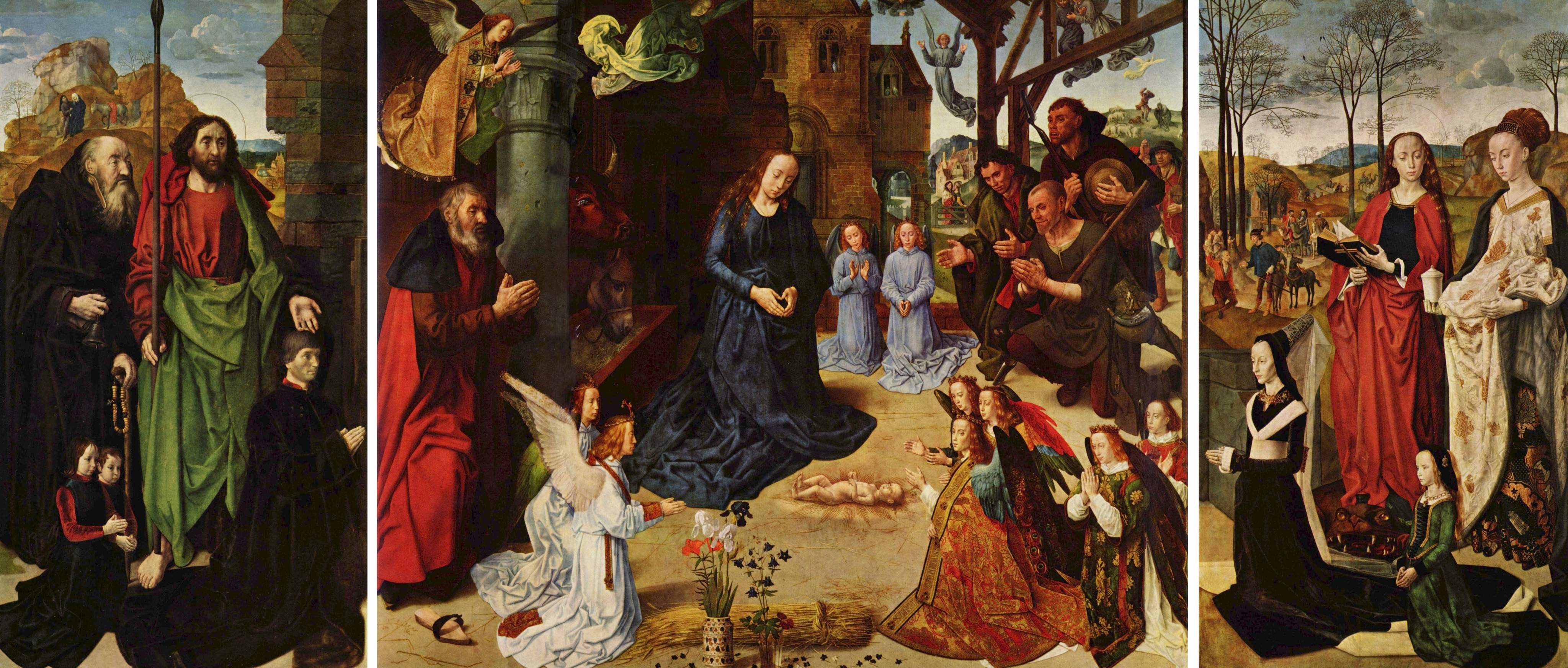
Tríptico Portinari, por H. van der Goes

Hugo van der Goes (Gante; h. 1440 – Auderghem; 1482) fue un pintor flamenco de la pintura gótica del siglo XV, de estilo flamenco.

## Vida
Nacido en Gante (de ahí su apodo de Hugues de Gand) es poco lo que se sabe sobre su vida, aunque fue unos de los pintores flamencos más importantes de la segunda mitad del siglo XV después de la muerte de Jan Van Eyck. 
Entró en la guilda o gremio de artistas en 1467, pero antes de esta fecha no se sabe nada sobre su vida. Las primeras informaciones ciertas sobre este pintor lo sitúan en los años 1460 en Brujas donde colabora con la decoración en las fiestas en honor de las bodas del duque de Borgoña, Carlos el Temerario. Más tarde fue elegido decano del gremio, desempeñando este cargo desde el curso 1473–1474 al 18 de agosto de 1475. 
Ya en vida gozó de amplia fama, teniendo encargos tanto de los burgueses como de la aristocracia, aunque de todos estos encargos solo podemos reconocer unos pocos como suyos, el más reconocido es La adoración de los pastores en el Tríptico Portinari, hecho para Tommaso Portinari. Estuvo igualmente empleado por el gobierno de la ciudad como pintor de gonfalones, estandartes y otras pinturas temporales necesarias para las ceremonias de la época.. Al final de su trayectoria como artista se observa una gran diferencia del primero al último de sus cuadros, mejorando cada vez más la técnica; como por ejemplo en La muerte de la Virgen, donde se ve una clara perfección artística.
Al sufrir enfermedad mental, se retiró como hermano lego al monasterio Rodeklooster (Claustro Rojo), cerca de Bruselas alrededor de 1478 con la esperanza de que, viviendo en un monasterio, se recobraría de su depresión. No interrumpió su actividad pues es por esta época cuando realizó su Muerte de la Virgen, donde se transparenta una tensión dramática más aguda, traducida por la irrefrenable animación expresiva de los personajes. Van der Goes intentó suicidarse por motivos de su enfermedad mental en 1480, y murió dos años más tarde. Durante los años de su estancia en el monasterio Roderklooster también viaja alguna vez a Colonia y Lovaina. 
En su obra acusa la influencia de autores como Jan Van Eyck y Rogier van der Weyden que habían logrado representar con solvencia el cuerpo humano y el acabado realista en el detalle. Posteriormente conoce sin duda algunas obras italianas contemporáneas, y este contacto influye sobre él, en el sentido de acabar en una ordenación más monumental del espacio.

## Obra

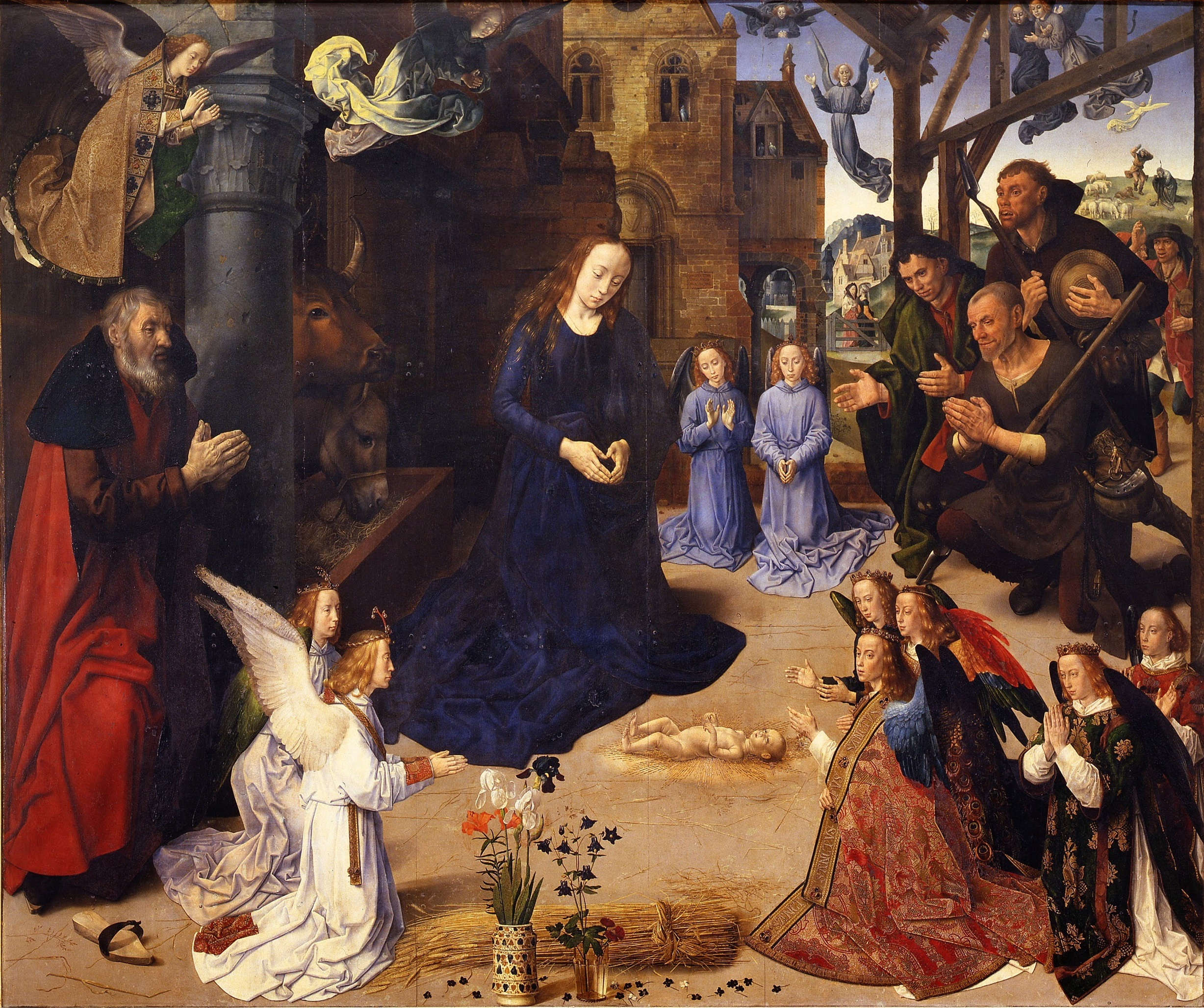
La adoración de los pastores, tabla central del Tríptico Portinari.

- Tríptico Portinari, Galería de los Uffizi, Florencia. Es su obra más famosa y una de las más hermosas del arte flamenco, 1476 - 1477.
- Muerte de la Virgen, h. 1480, Museo Groeninge, Brujas. Esta obra tuvo gran repercusión en el ámbito flamenco. Fue revolucionaria por los escorzos, las disposiciones de las masas y penetración psicológica de los personajes.
- Retrato de donante con san Juan Bautista, h. 1475-80, Museo Walters, Baltimore
- Díptico de Viena, El pecado original, y El llanto por la muerte de Cristo y Santa Genoveva, Kunsthistorisches Museum, Viena. H. 1470-1475. Este díptico sobre tabla revela la influencia de Van Eyck y Van der Weyden.
- Adoración de los Reyes llamada Retablo de Monforte, por provenir de la pinacoteca del Colegio de Nuestra Señora de la Antigua, en Monforte de Lemos (Lugo) h. 1480, Gemäldegalerie, Berlín. Revela la influencia del conocimiento de obras italianas contemporáneas.
- Adoración de los pastores, 1480, en la Gemäldegalerie de Berlín
- Altar de la Trinidad, cuatro paneles, 1478, Colecciones Reales, Reino Unido.
- Retrato de un donante, colección H.O. Havemeyer, legado de H.O. Havemeyer, 1929, Metropolitan Museum, Nueva York, h. 1480
- Virgen y el niño, Museos Cívicos de Pavía
- Descendimiento de Cristo, h. 1480, Ermitage, San Petersburgo

## Galería

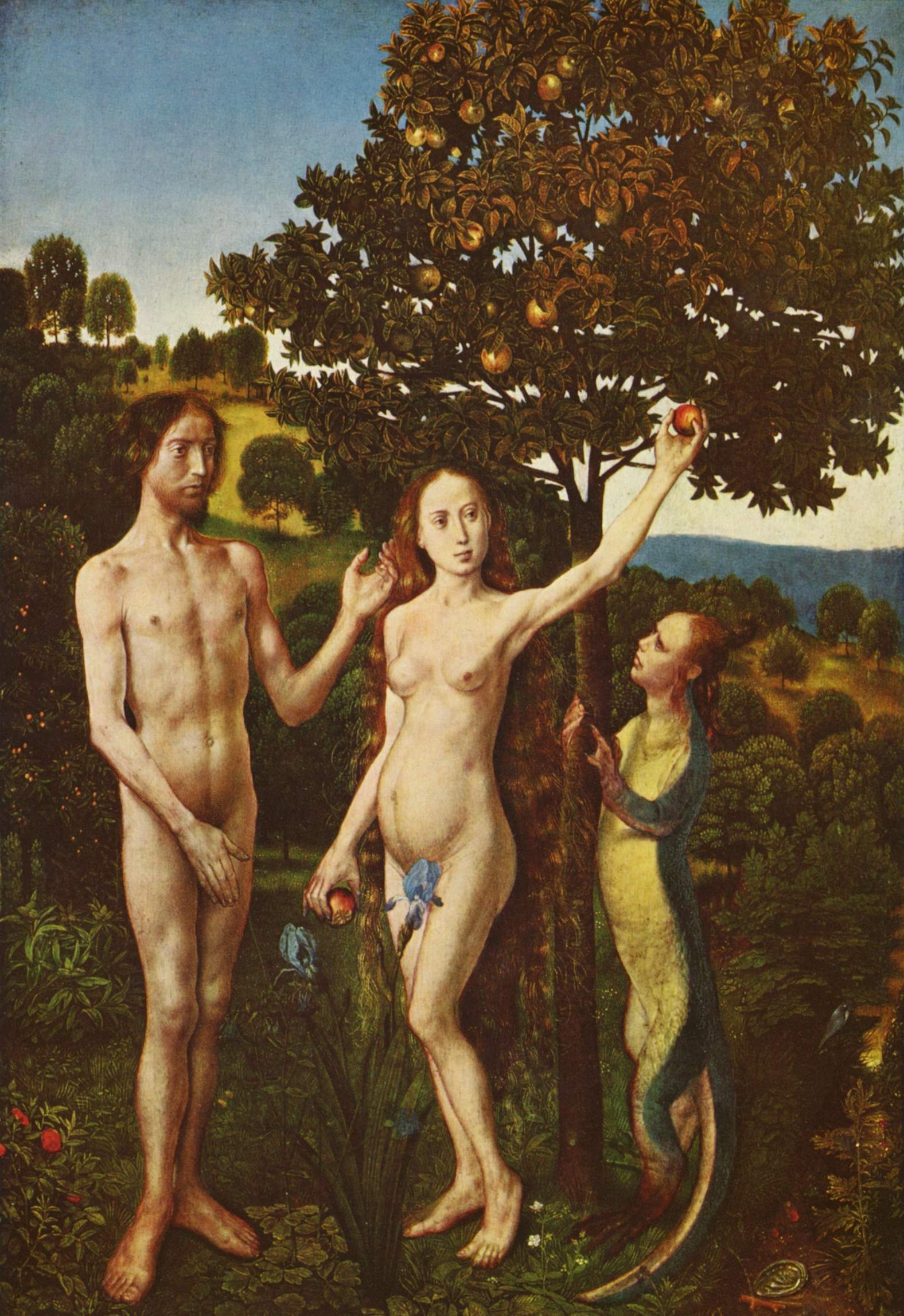
El pecado original, Viena.
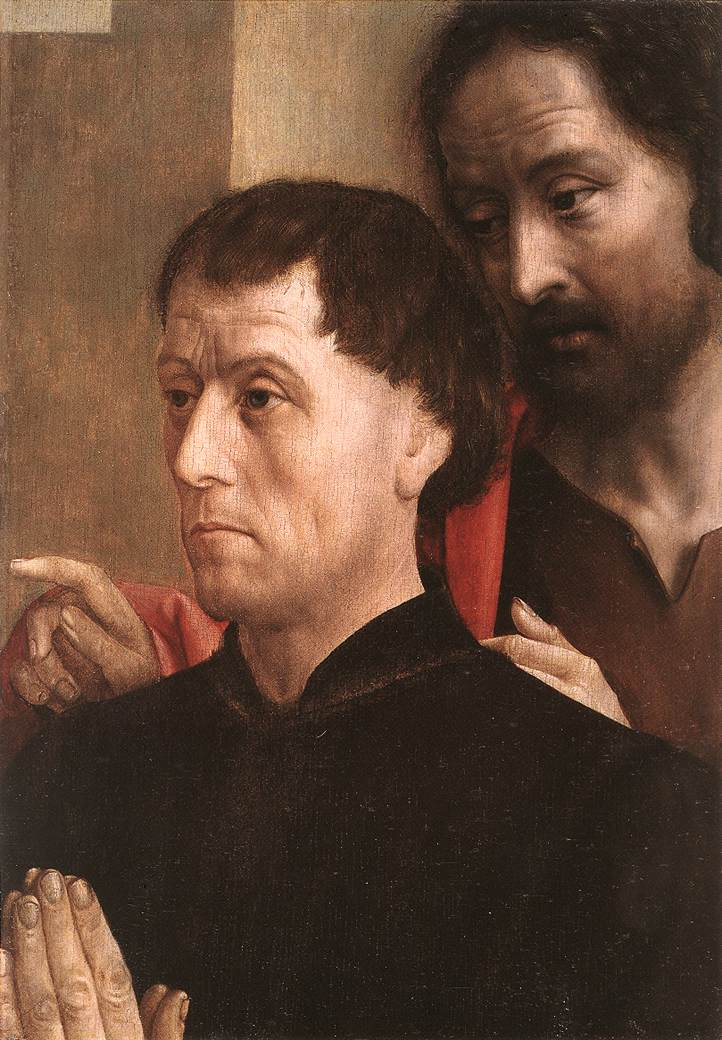
Retrato de donante con san Juan Bautista, Baltimore.
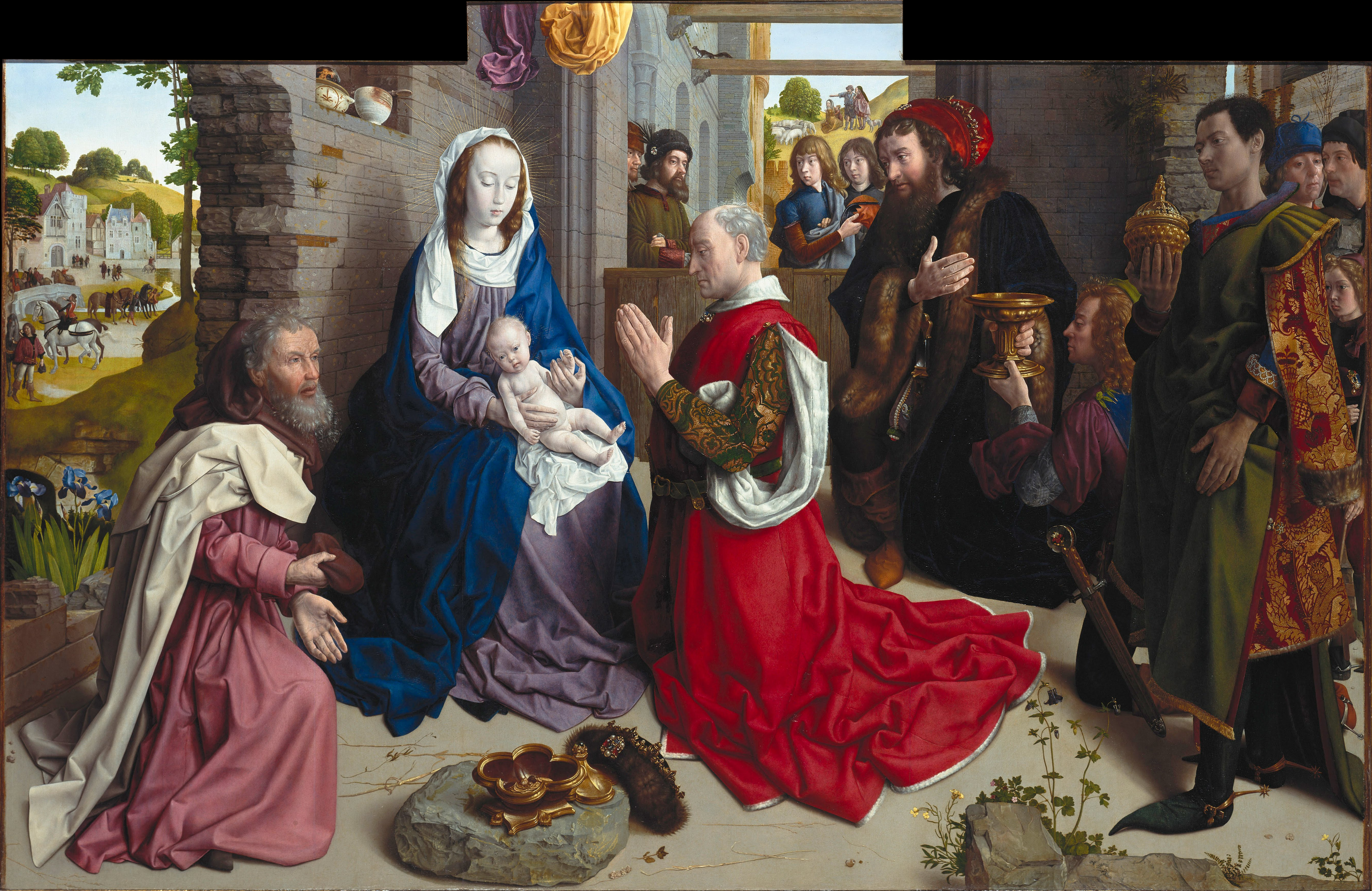
Adoración de los Reyes, del llamado "Altar de Monforte", Berlín.
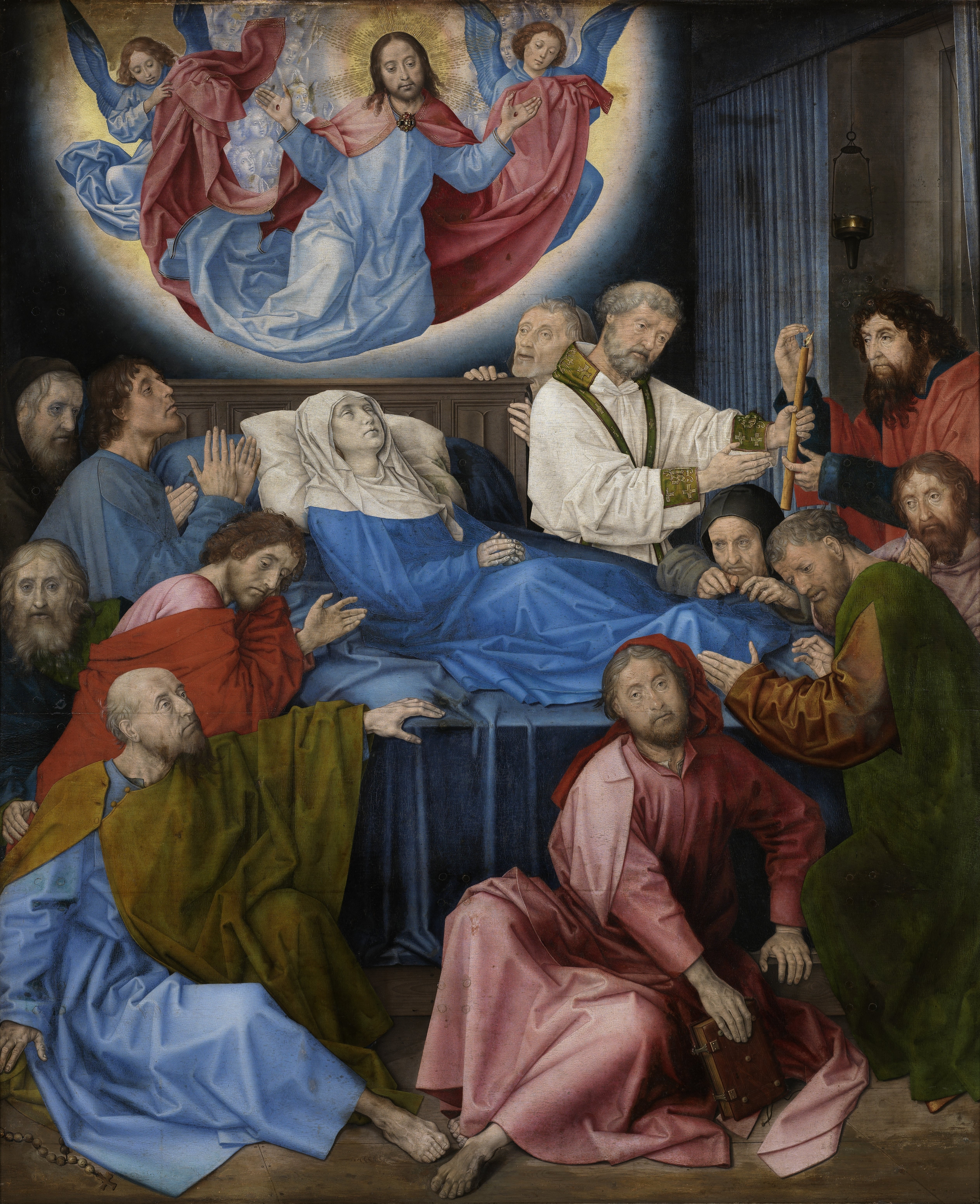
Muerte de María, Brujas.